# Religió inca
La religió inca va ser un grup de creences i ritus que anaven relacionats a un sistema biològic evolucionant des de les èpoques preincaiques fins al Tahuantinsuyo. La fe al Tahuantinsuyo es manifestava en cada aspecte de la seva vida, el seu treball, festivitats, cerimònies, etc. La població del Tahuantinsuyo no tenia un concepte abstracte de Déu i no hi havia paraula que ho definís. Eren politeistes i van existir divinitats de caràcter local, regional i panregional. El vocable «camaquen» definia la força vital que animava tot el que existia en la terra; segons la fe del Tahuantinsuyo, els éssers vius i morts tenien «camaquen», inclusive els turons, pedres, llacunes i tots els altres éssers sagrats tenien un «camaquen». Això no va poder ser entès pels colonitzadors europeus els qui van equiparar la paraula «camaquen» al vocable «ànima» de les creences catòliques, quan clarament es tractaven de conceptes distints. En la fe catòlica un cos mort ja no té ànima, en la fe del Tahuantinsuyo els morts rebien tant respecte com els vius.
Segons les recerques de Maria Rostworowski, en la cosmovisió andina es tenia la creença que els éssers humans van emergir espontàniament, per tant no existia un déu creador; aquest concepte va venir a sorgir després de la colonització europea, van ser els sacerdots catòlics els qui van identificar Viracocha com el «déu creador» però com adaptació al catolicisme.

## Cròniques espanyoles

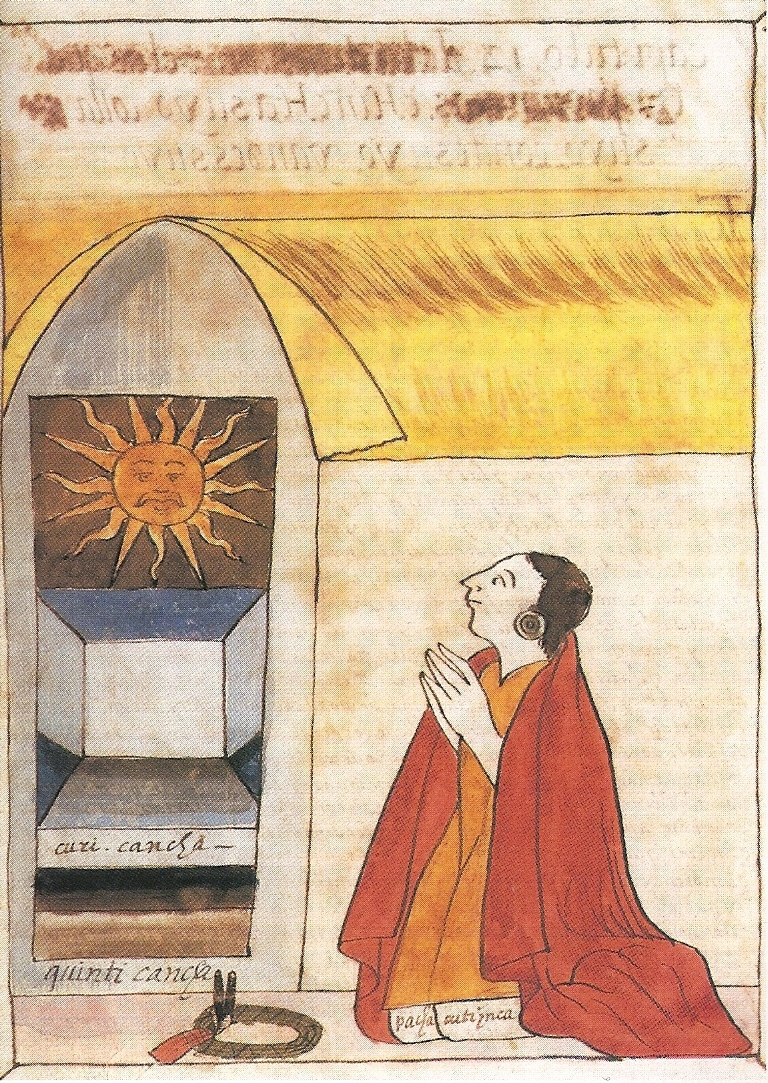
El coricancha, literalment recinte daurat, va ser denominat temple del sol pels espanyols. La imatge correspon a una representació de Martín de Murúa on s'il·lustra a Pachacútec adorant a Inti a l'interior del Coricancha.

La religió inca és un dels temes més controvertits de la història prehispànica; això succeeix així atès que els cronistes espanyols, els quals van descriure la religió en el Tahuantinsuyo, van tractar d'explicar la religió inca des del punt de vista del catolicisme.
Els europeus van creure que la religió inca era obra del dimoni i idolatria, per aquesta raó en recollir els relats i mites incaics, van seleccionar els que podien identificar-se amb el déu cristià, o les que fàcilment podrien ser interpretades com a vençudes per la fe catòlica.
En el cas de les divinitats més petites, els espanyols els van nomenar amb el nom genèric de «huacas» (wak'a) i van ser descrites com «manifestacions locals de l'activitat del dimoni».

## La mitologia incaica
Els mites incaics procedeixen en gran part de temps preincaics. En aquests mites, l'home i el món són ordenats simultàniament i els déus converteixen el caos en cosmos. Els inques explicaven amb els seus mites l'origen de les poblacions (grups ètnics), plantes i animals. Segons la creença popular, el lloc d'on procedien se'l denominava «pacarina», aquestes pacarines podien ser turons, brolladors, llacunes, volcans, coves o fins buits d'arbres antics. En el cas dels grups humans, les seves pacarines no sempre estaven a prop al lloc on habitaven.

## Cosmovisió durant el Tahuantinsuyo
La cosmovisió andina del món estava dividida en 3 mons:
- «Hanan pacha» (terra de dalt)
- «Kay pacha» (terra d'aquí)
- «Urin pacha» (terra de baix)

L'historiador peruà Franklin Pease García-Yrigoyen assenyala que aquesta divisió va ser una transliteració de la cosmovisió andina a la cosmovisió catòlica, i que el més probable és que durant el Tahuantinsuyo tinguessin dos mons anomenades Hanan i Urin («uku») pacha, i que el «Kay pacha» va ser un lloc de trobada o «tinkuy».
El millor que deixa la cosmovisió andina és que la Terra (Pacha Mama) és la mare nutrícia de la vida, com a tal digna de respecte; posició oposada a la visió europea que l'home ha d'explotar la natura sense precaució o que l'última contradicció de la història és natura-home.
Els inques creien en un temps cíclic, les cròniques divideixen els cicles en edats i aquestes edats van anar variant segons els mites recollits pels europeus. El mite Huarochiri divideix el temps en 4 edats que són les següents:
- Yanañamca Tutañamca
- Guayayo Carhuincho
- Pariacaca
- Cuniraya Viracocha

A les cròniques de Felipe Guamán Poma de Ayala, es presenta una descripció complexa de les edats del món que s'inicia amb l'aparició de l'home; a les 3 primeres edats, Guamán Poma descriu el perfeccionament del coneixement agrícola i guerres. La quarta edat es descriu com el perfeccionament de diversos grups ètnics; a la cinquena edat nomenada «Inca pacha runa» els inques s'imposen a la resta d'homes i imposen la idolatria. Segons Poma, a la primera edat els homes van conèixer el «déu veritable» però aquest coneixement es va perdre.

### Conopa

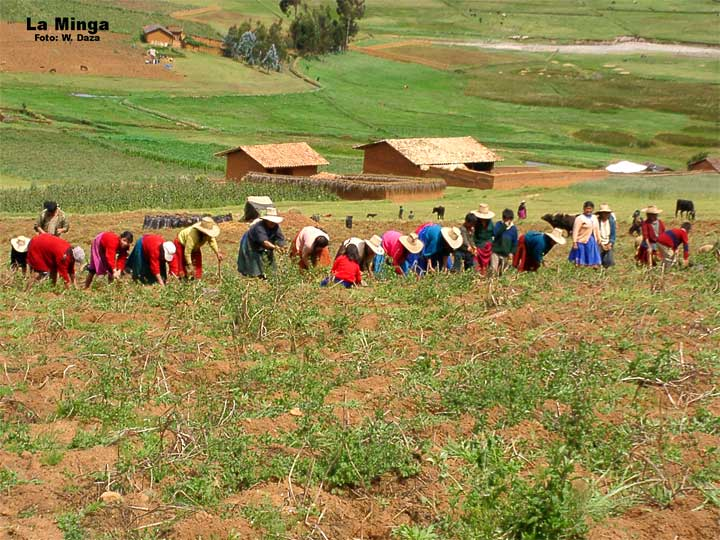
Les activitats agrícoles durant el Tahuantinsuyo estaven lligades a complexos sistemes de creences i rituals que es consideraven essencials per a la producció.

Es tenia la creença que cada planta alimentària tenia un esperit que la protegia, aquest esperit tenia el nom «conopa». Les conopas eren els millors fruits de la collita i eren escollits per a una cerimònia d'agraïment. Amb aquesta cerimònia, es feia que la collita rendís molt més. La conopa de cada fruit rebia un nom particular per exemple:

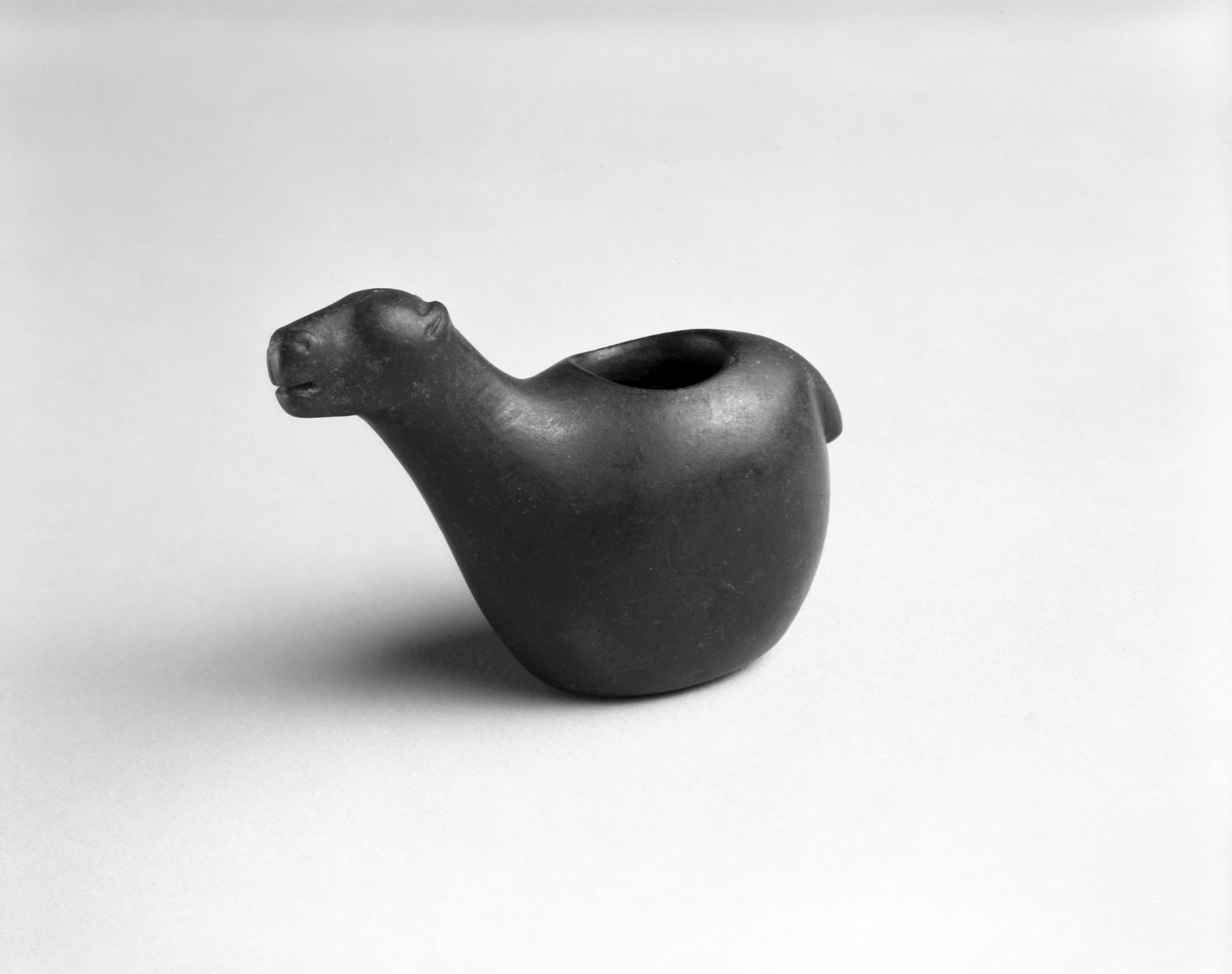
Conopa, 1470-1532

- la conopa del blat de moro = saramama
- la conopa de la patata = papamama
- la conopa de l'ají = uchumama
- la conopa de la coca = kukamama

Les famílies inques de vegades adoraven els déus domèstics a través de la seva representació com a figuretes en miniatura més comunament conegudes com a chancas o conopas, normalment tallades en pedra.

### Illa
Els animals domèstics també tenien esperits protectors als quals nomenaven «illas» (illakuna). Les illas eren miniatures dels animals fetes en pedra i que podien enterrar-se als turons i corrals per incrementar la producció ramadera.

## Les divinitats
El nombre de divinitats durant el cicle incaic va ser enorme, aquestes divinitats podien habitar al cel i la terra. Segons la creença popular, els déus antropomorfs podien prendre comportaments similars a la dels éssers humans, eren capaços de tenir sentiments i pensar, a més a més podien tenir esposes, fills i lluites entre ells; podien prendre el partit d'un grup humà en algun plet; encara que se sabia de que els déus eren immortals, també van existir déus mortals com el cas de Tunupa. Els déus incaics exigien ofrenes i constant recordació; en el cas de les deïtats relacionades amb l'aigua, se sap que preferien el «mullu» (petxines marines senceres, partides o en pols) i cada divinitat tenia una preferència específica sobre com havia d'oferir-se'l; existien algunes divinitats, com el cas de l'oracle d'Huarochiri que exigia mullu mastegat. Aquest mullu era dipositat en pous, fonts, rius, llacunes o el mar per demanar bon temps i salut.

## Els oracles
Els déus es comunicaven amb els éssers humans a través dels oracles, aquests oracles podien ser representacions dels déus fetes en diversos materials i que, segons la creença, cobraven vida i demanaven desigs, a més a més de respondre preguntes. Els sacerdots interpretaven els oracles i es tenia la idea que, per tractar-se de déus, els oracles no s'equivocaven; però quan un oracle errava en les seves prediccions causava gran malestar en la població. Estan documentats relats sobre la destrucció de l'oracle de Catequil (Katiqil) a Porcón per mandat de Atahualpa, en haver-li donat informació errònia.
Tots els grups socials del Tahuantinsuyo van visitar els oracles permanentment, els més prestigiosos segons les cròniques van ser pachacamac (pachakamaq), apurimac (apu rimaq), chinchaycamac (chinchaykamaq), mullipampa i catequil.

### Heliolatria

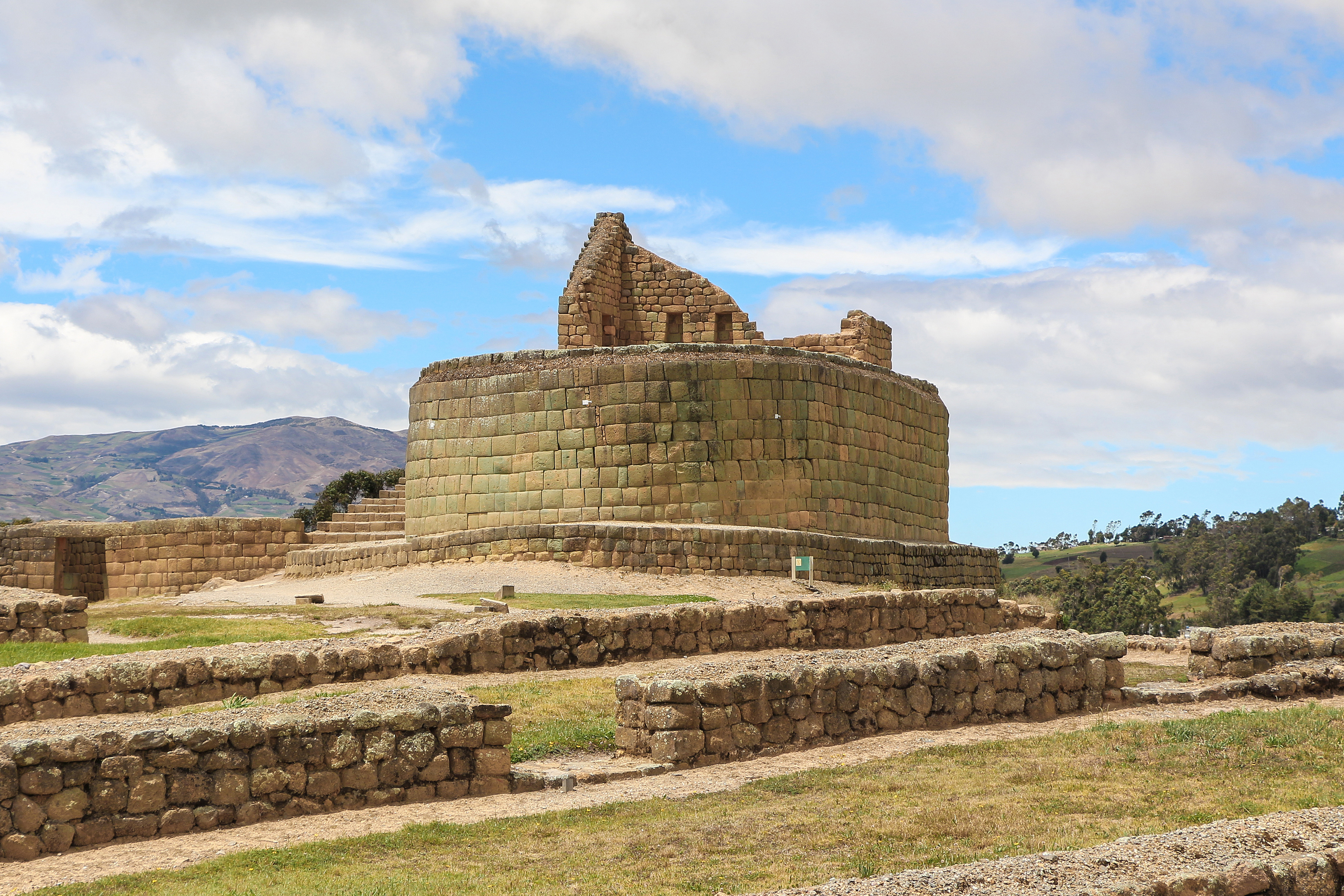
El culte solar es va estendre pel Tahuantinsuyo en un procés que els europeus van comparar amb una evangelització. A la fotografia el denominat «temple del sol» en el complex arqueològic de Ingapirca.

A les cròniques europees escrites durant la conquesta, es refereixen al sol, denominat «punchao» o «inti» com la divinitat més important de tot el Tahuantinsuyo; «inti» fertilitzava la terra i en alguns relats apareix com a espòs de «pachamama». Inti era dador de salut, paz i vida; i l'inca com a fill del sol (inti churi) ho representava en la terra amb un valor sagrat.
Les cròniques descriuen el culte solar amb similitud al culte catòlic, en els quals existia una jerarquia clerigal on prevalia el Cusco amb la màxima autoritat el «Summe sacerdot inca huíllac umu» (willaq Uma), aquest huíllac umu era escollit per les famílies panacas (panaqa) cusqueñas i en general era un dels germans de l'inca.
El culte al «Inti» del Tahuantinsuyo en una espècie d'evangelització, però això no volia dir que el culte al «Inti» era l'únic a l'imperi, ya que està posat a les cròniques que els inques van permetre als pobles conquerits conservar els seus ídols i deïtats i també algunes d'aquestes deïtats van ser incorporades al panteó incaic. Els inques es consideraven «fills del Sol» i les cròniques indiquen que el culte solar va estar lligat a les elits cusqueñas; la població comuna tenia la creença que «inti» era el pare de tota l'ètnia incaica i que, per tant, eren els seus fills predilectes.
De tots els temples dedicats al «inti», el més important era el «coricancha» situat a Cusco. Aquest temple només podia rebre l'elit cusqueña i fins i tot tenia recintes d'exclusivitat absoluta per al sobirà incaic. Alhora, van existir altres temples provincials dedicats al culte solar coneguts com a «ushnu»; aquests «ushnus» eren construccions de forma piramidal situats enmig de planures, en els quals es retien a més a més del culte solar, altres cultes. Un dels principals «ushnu» va ser el que es trobava en l'«aucaypata» (plaça central del Cusco).
A la plaça de Cusco se celebraven cerimònies grans i massives per al culte solar; les cròniques esmenten que, per a aquestes celebracions, assistien cacics de regions allunyades del Tahuantinsuyo.
Inti era representat com un nen per entre 8 o 10 anys confeccionat d'or fi, lluïa vestit com l'inca amb grans orelleres, pectoral, mascaipacha i llauto. Als seus costats, hi havia dues serps bicèfales i dos pumes que ho protegien. La imatge asseguda en una Tiana d'or, [de les seves espatlles] emergia una aurèola i darrere seu un cercle representant el sol.

### Pachamama

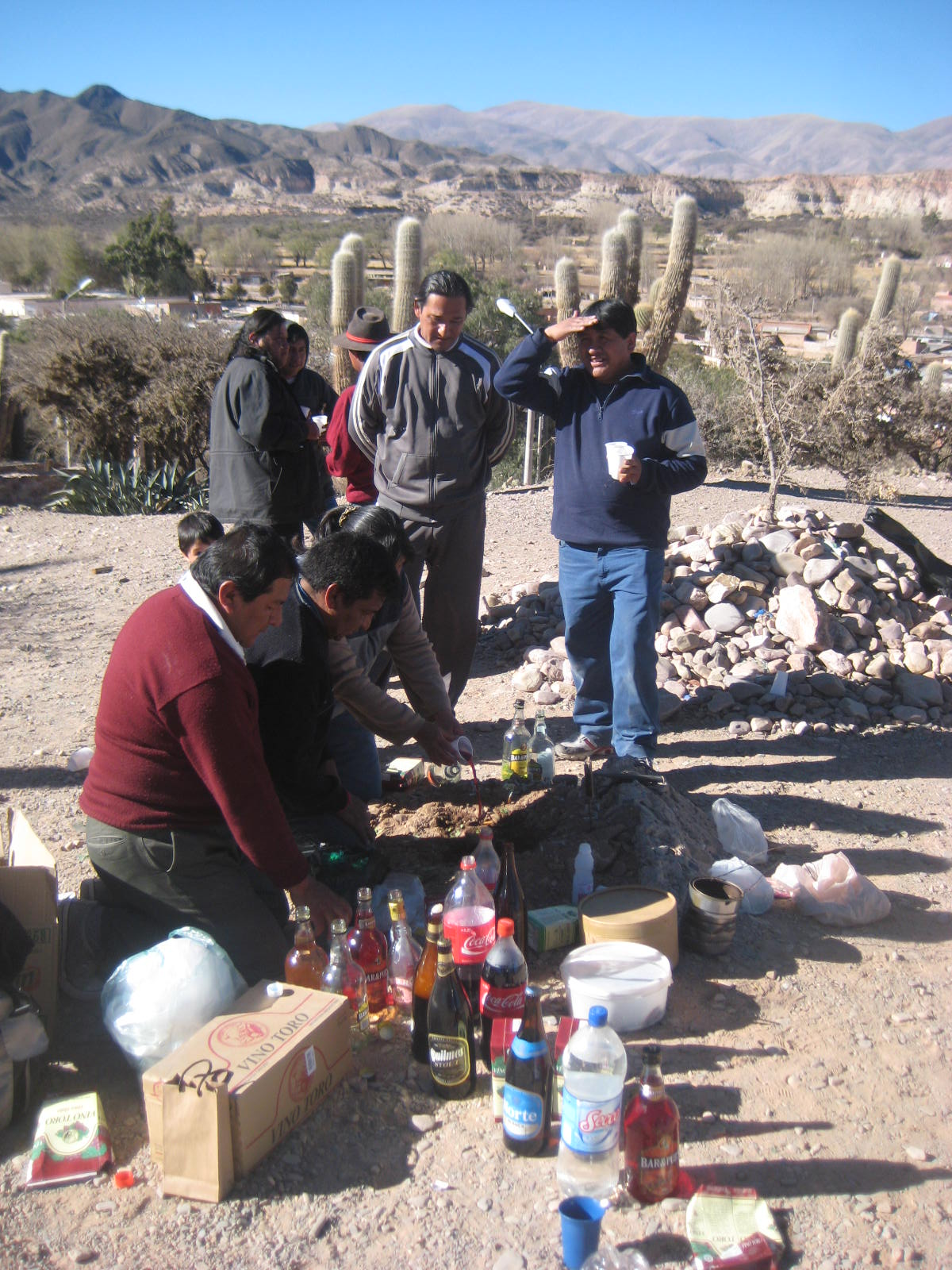
Els inques van estendre la veneració a la pachamama, aquesta veneració ha sobreviscut fins a l'actualitat amb múltiples modificacions. A la fotografia, pagament a la pachamama a Humahuaca.

Era una divinitat ctónica reconeguda como la deessa de la terra i la fertilitat. Se la representava com una nena que vivia a l'interior de la terra i les muntanyes. Pachamama era la responsable de la producció d'aliments i les cerimònies a ella estavn lligades a la sembra, la cura del creixement i la collita.
Se li ofrenava chicha de blat de moro, coca, i «mullu», demanant-li la protecció dels conreus. La chicha era essencial als rituals de Pachamama, se l'utilitzava en un brindis ritual denominat «Tinka» per la qual cosa s'elaborava una chicha de blat de moro especial. Abans de la sembrada era obligatori oferir chicha a Pachamama fent-la beure ruixant la chicha a la terra. Així mateix, tot aquell que begués chicha estava obligat a invitar a Pachamama el primer got perquè aquesta no es ressentís i el castigués. El grau de respecte era tal, que abans reclinar-se en la terra se li feia una ofrena. La ira d'aquesta deïtat podia portar desventures en collites, pel que calia presentar-li ofrenes, tal com el vigent brindis de chicha a l'inici del conreu de l'explotació agrícola.
Segons els mites del Cusco, va sortir de les aigües del llac Titicaca i va ordenar el món (que era un caos); en la majoria dels relats recollits durant la conquesta, Viracocha apareixia com a espòs de Pachamama. Així mateix, els mites de zones entre Cusco i l'altiplà del Collao, Viracocha apareix com ara la deïtat més important, el cronista i sacerdot espanyol Blas Valera (1545-1597) en el seu llibre Història Occidentalis fa referència a aquest fet quan afirma referint-se al déu dels incaics: 
| « | Van creure i van dir que el món, cel i terra, el sol i la lluna van ser creats per un altre més gran que ells. A això van nomenar (Illa tiqsi Wiraqucha), que vol dir LLUM ETERNA. | » |

La interpretació que va fer Blas Valera del terme Illa Tiqsi va ser] «Llum Eterna», però segons la recopilació de la llengua quítxua per Gonçález Holguín, una transcripció literal correcta del quítxua d'aquesta època seria «fonament del passat».
Tanmateix en altres cròniques s'assenyala que el culte a Viracocha era més petit que el culte a Inti. F. Pease remarca que Viracocha és una divinitat molt antiga que va perdre importància a mesura que els inques anaven expandint-se a altres territoris.
W. Espinoza explica que el culte a Viracocha es va estendre a la zona en èpoques preincaiques, probablement des de l'apogeu de les civilitzacions Tiahuanaco i Wari.
En alguns relats, apareix amb el nom de «Imaimana Wiracocha» i se'l descriu amb 7 ulls que envoltaven el seu cap i amb els quals podia veure tot el que succeïa en el món. Als mites recollits Cusco, Viracocha va posar el sol i la lluna en els cels originant la llum, després va dividir el món en 4 seus i va ordenar als homes sortir a l'exterior (es pensava que, abans d'això, els homes vivien en el subsòl, específicament en coves, brolladors, llacunes o d'altres llocs nomenats «pacarinas»), aquesta ordre la va donar en el Chinchaysuyu i el Collasuyu, mentre que en el Contisuyu i l'Antisuyu va rebre ajut. Després d'ordenar el món, Viracocha va recórrer el mateix rumb del sol i es va perdre en el mar.

### Pachacamac

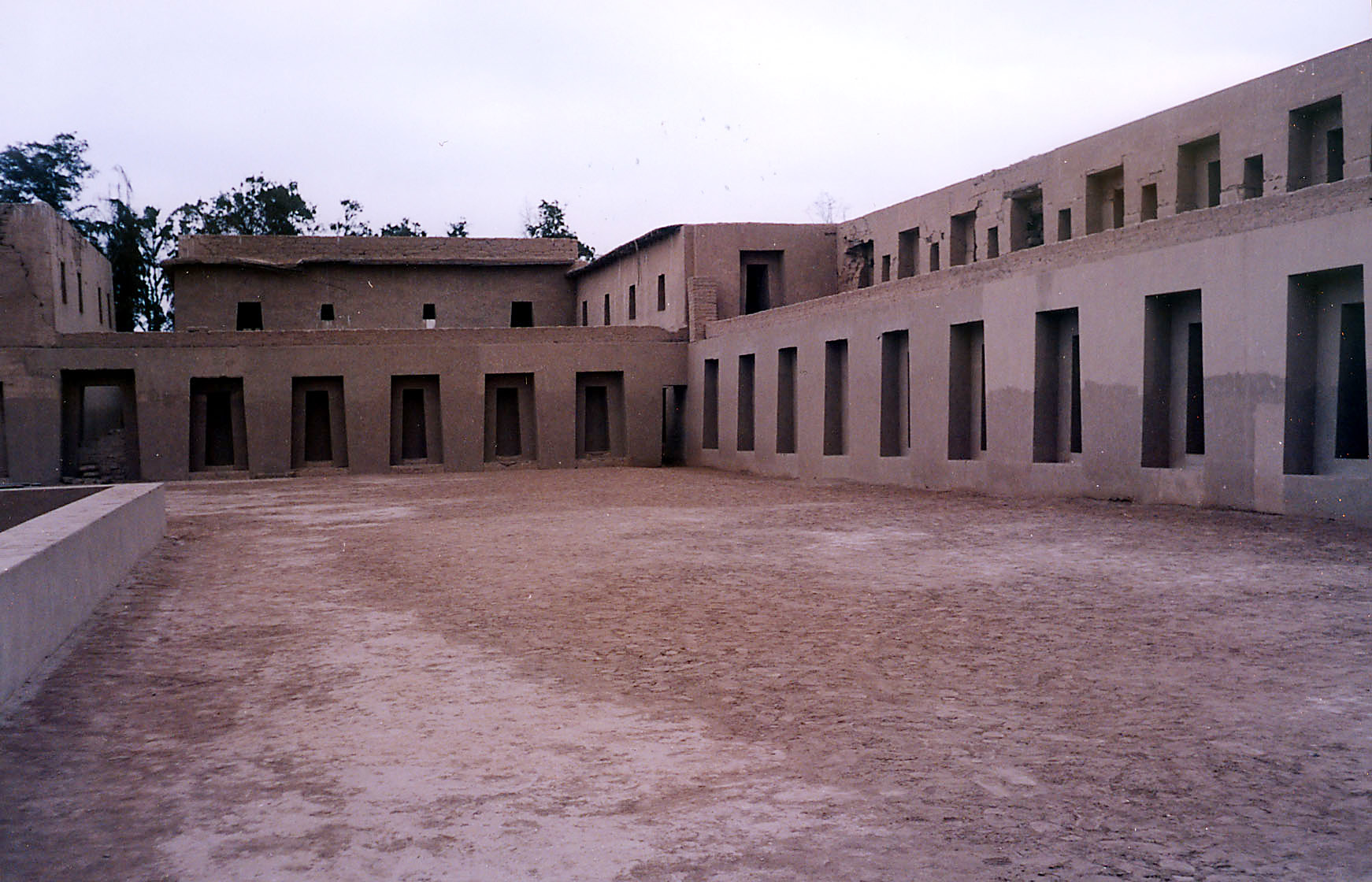
Pachacamac va ser un oracle respectat per diverses civilitzacions anteriors als inques. A la fotografia, la casa de les «sacerdotesses» al temple de Pachacamac.

Era una deïtat que era adorada a diverses regions del Tahuantinsuyo però que el temple principal del qual i oracle quedava a la feina ordenadora del món amb Viracocha; vivia en el subsòl i era el responsable dels terratrèmols i productor d'aliments. En alguns mites se'l descriu com a espòs de Pachamama i deïtat del cel.

### Tunupa
Era una deïtat de l'altiplà, de molta devoció en el Collasuyu. Segons els mites del Collasuyu, Tunupa va posar ordre en el món i moltes vegades se'l confon amb Ticsi Wiracocha. Tunupa estava acompanyat de Tarapaca i Taguapaca, els qui l'ajudaven a ordenar el món, se l'identificava amb els volcans i els llamps, als quals governava. També tenia poder sobre l'aigua i ordenava els al·luvions.

### Mama Quilla
Denominada «Quilla» o «Mama Quilla» pels quítxua, «paxi» pels aimares. Era la senyora del mar i els vents, se la considerava germana i esposa d'Inti. Protegia les dones especialment en el moment del part, a més a més tenia una especial protecció amb les coyas y ñustas.
Al Coricancha, tenia adoració al costat del sol, a més a més al mateix temple tenia d'altres quatre ambients destinats a la seva adoració. Els temples dedicats a la lluna es repartien en tot el Tahuantinsuyo, però tenia un especial prestigi el temple situat a l'illa de la Lluna o illa Koati. En honor de la lluna, els inques celebraven el «coya raymi» (quya raymi).

### Chuqui illa
Era una deïtat que tenia sota el seu control la pluja, les calamarses i els llampecs. Estava vinculada a Inti i tenia un lloc en el Coricancha. Tenia terres assignades i sacerdots al seu servei. A la creença popular, quan un nen naixia enmig de trons era escollit per Chuqui illa per al seu servei; en adquirir la majoria d'edat, havien d'encarregar-se dels sacrificis a més a més que els escollits per Chuqui illa exercien de mitjancers entre les fonts d'aigua i la població.

## Huaca
El terme «huaca» apareix a les primeres cròniques referint-se als déus que els europeus van considerar secundaris, però a més a més «huaca» també es referia a llocs de culte i fins i tot algunes persones i càrrecs. Pease, postula que el terme «huaca» ve del Tahuantinsuyo que es referia a tot el sagrat.
El sobirà «Inca» i els cacics eren considerats «huaca» perquè ells podien comunicar-se amb el món sagrat. Perquè eren huaca, se'ls rendia reverència i se'ls saludava donant-los un petó oferint-los pestanyes i celles, a aquesta salutació se'l denominava «esmotxat».
Els déus huaca necessitaven personal dedicat a l'adoració, aquí van destacar els sacerdots com encarregats d'interpretar el missatge i les decisions divines. Aquest personal de culte tenia l'obligació d'organitzar els rituals, preparar les festes i les ofrenes; això era molt important al Tahuatinsuyo, perquè es tenia la creença que el culte als huaca estava lligat a la producció i al benestar de la societat.
Segons les cròniques o els escrits de Garcilaso de la Vega, al Cusco, es va formar un veritable panteó, tant és així que els déus d'Huamachuco: Atauguju, Catequilla, els d'Huaruchiri van ser reverenciats. A més a més un estil de política religiosa va permetre el culte a déus locals dels pobles integrats al seu domini, el revers de la penetració de l'Occident que va exterminar tota religiositat que no enquadra amb el seu dogma.

## Els sacrificis
La població al Tahuantinsuyo tenia la creença que a les deïtats els agradaven els sacrificis dels «animals sagrats». Un dels animals sagrats era la «pillco llama», que no era més que una llama blanca; aquesta «pillco llama» era predilecta en el culte solar, era vestida amb abillaments vermells i decorada amb plomes per al sacrifici. Quan es feia un sacrifici, l'animal sacrificat era acompanyat amb tèxtils, coca, chicha de blat de moro i flors. Aquests últims 4 elements eren imprescindibles en qualsevol tipus de sacrifici o ofrena.
Els animals preferits per als sacrificis eren els mascles, en el cas de les femelles es preferia les estèrils. Se seleccionaven minuciosament els animals per al sacrifici, igualment succeïa amb els tèxtils. En el cas de la coca, s'oferia al culte la coca conreada en camps especials per a ofrena, igualment la chicha de blat de moro per a l'ofrena era diferent a la feta per beure en festivitats.
Existieron también sacrificios humanos generalmente asociados al Inca, estos se realizaban cuando un Inca ascendía al trono o cuando su salud se resquebrajaba. También existió una ceremonia denominada capac cocha realizada en casos especiales como sequías persistentes, en la cual se sacrificaban niños seleccionados y sin defectos, estos niños podían ser del pueblo o de la élite. Según crónicas de Bernabé Cobo, cuando Huáscar fue capturado los sacerdotes del Cusco sacrificaron varios niños, animales y textiles.
Les restes arqueològiques confirmen aquestes pràctiques de sacrifici humà, segons Reinhard i Ceruti: «L'evidència arqueològica trobada a cims de muntanyes distants ha establert que l'enterrament de les ofrenes era una pràctica comuna entre els inques i que el sacrifici humà va tenir lloc en alguns dels llocs, la preservació dels cossos i d'altres materials en l'ambient fred i sec dels alts Andes proporciona detalls reveladors sobre els rituals que es van dur a terme en aquests complexos cerimonials».

## Les festes

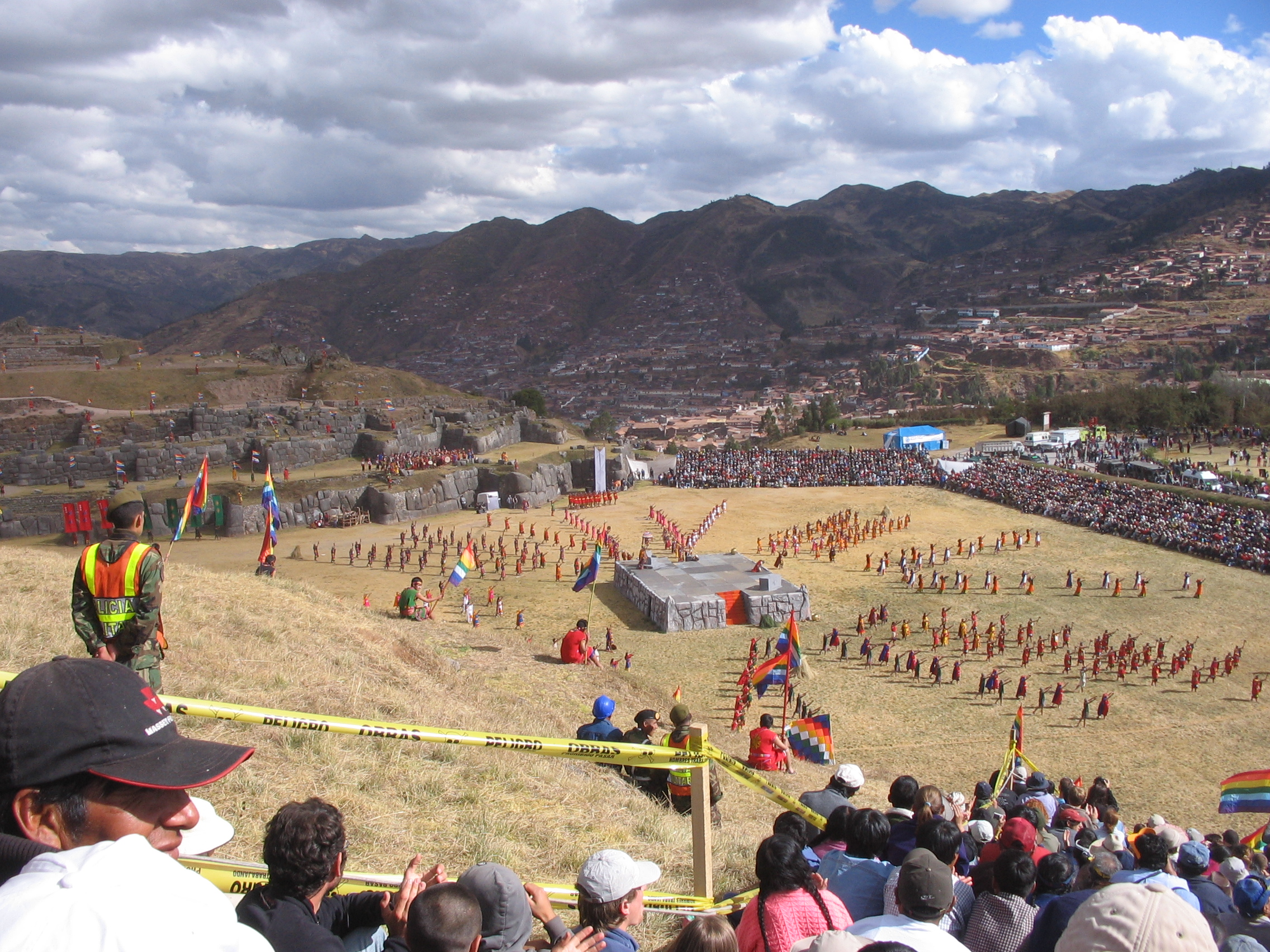
Inti Raymi a Cusco. Representació contemporánea (2007)

El calendari inca es regia pels cicles lunars, cada cicle era acompanyat d'una festa. Existien festes de caràcter regional i d'altres es festejaven en tot el territori. Les festes del Cusco eren presidides per l'Inca, les festes en altres llocs del Tahuantinsuyo les dirigia un representant de l'Inca.
Totes les festes eren multitudinàries però al Cusco les més importants van ser l'Inti Raymi (solstici d'hivern) i el Cápac Raymi (solstici d'estiu), dedicades a l'Inti i al sapa inca respectivament. Durant aquestes festes les panacas cusqueñas treien les mòmies i els les passejaven en processons pel Cusco, acompanyats de música i danses; en acabat això es representaven teatralment escenes històriques.
En el cas del «Inti Raymi» o «Festa del sol», era una festa estesa a gran part del Tahuantinsuyo; durant aquesta festa la població en general tenia prohïbit beure chicha de blat de moro, menjar sal, ají i tenir relacions sexuals. Al Cusco, la festa la presidia l'Inca i assistien els cacics de les diverses ètnies existents al Tahuantinsuyo, aquesta ocasió també era presa perquè els cacics passessin comptes sobre els seus pobles.

## La mort
Morir, per als pobladors del Tahuantinsuyo, representava un viatge d'una vida a una altra. Aquest viatge era difícil i necessitaven ajut; el «camaqen» o esperit del difunt necessitava d'un gos negre, que, segons la creença, podia veure en l'obscuritat d'aquest camí, i podia guiarlo-ho. L'altre món variava en ubicació segons les ètnies, alguns creien que eren en els cims, d'altres que eren en camps florits.
Es tenia la creença que en l'altre món els éssers humans continuaven agrupant-se en ayllus i que, per ésser tan gran el nombre de difunts, l'espai i les terres de conreu eren insuficients, per aquesta raó enviaven el difunt amb objectes que satisfessin les seves necessitats.
El ritu de pichcada (pichqay o pitsqay) es continua practicant en el món andí. Consisteix en una vetlla de les robes del difunt, al cinquè dia de mort. És el comiat final, doncs, després del ritu, ha de retirar-se l'ànima de la seva última casa.